# Sirahokko
De sirahokko (Pauxi koepckeae) is een vogel uit de familie sjakohoenders en hokko's (Cracidae). Het is een ernstig bedreigde, endemische vogelsoort in Peru.

## Naamgeving
De wetenschappelijke naam van de soort is voor het eerst geldig gepubliceerd door John S. Weske & John Whittle Terborgh. Na de ontdekking van de  hoornhokko (Pauxi unicornis) in 1939 in Bolivia, ontstond het vermoeden dat deze populatie groter was en te vinden was in slecht onderzochte gebieden op de oosthellingen van de Andes tot in Peru. In 1969 werd een mannetje en de resten van een vrouwtje (dat door de Peruaanse assistenten in de kookpot was verdwenen!) verzameld en door John Weske van het American Museum of Natural History geprepareerd. De vogel werd beschreven als een ondersoort van de hoornhokko, P. u. koepckeae  en als eerbetoon vernoemd naar de Duits/Peruaanse vogelkundige Maria Koepcke. Zij had de onderzoekers attent gemaakt op het voorkomen van deze hokko's in Peru. Uit nader onderzoek, gepubliceerd in 2011, bleek dat het taxon als een aparte soort kan worden beschouwd.

## Kenmerken
Deze hokko is 85 tot 95 cm lang. Het is een groot, zwart hoen met een hoornvormig uitsteeksel voor op de kop. De vogel lijkt sterk op de helmhokko (P. pauxi) en de hoornhokko (P. unicornis). De hoorn van deze hokko is meer elipsvormig is minder blauwachtig en het zwart van het verenkleed heeft een blauwe glans.

## Verspreiding en leefgebied
De vogel komt alleen nog voor in de Cerros del Sira in de provincie Huánuco. Het leefgebied bestaat uit nevelwoud op hoogten tussen 1100 en 1450 m boven zeeniveau.

## Status
De hoornhokko heeft een beperkt verspreidingsgebied en daardoor is de kans op uitsterven aanwezig. De grootte van de populatie werd in 2016 door BirdLife International geschat op  50 tot 250 volwassen individuen en de populatie-aantallen nemen af door vooral bejaging en verder door habitatverlies. Het leefgebied wordt aangetast door ontbossing waarbij natuurlijk bos wordt omgezet in gebied voor agrarisch gebruik, aanleg van infrastructuur en nederzettingen. Om deze redenen staat deze soort als ernstig bedreigd ("kritiek") op de Rode Lijst van de IUCN.